# ICANN
L'ICANN (Internet Corporation for Assigned Names and Numbers) è un ente di gestione internazionale (dal 2 ottobre 2016), istituito il 18 settembre 1998 per proseguire i numerosi incarichi di gestione relativi alla rete Internet che in precedenza erano demandati ad altri organismi.
Ha l'incarico di assegnare gli indirizzi IP ed ha inoltre incarico di identificatore di protocollo e di gestione del sistema dei nomi a dominio di primo livello (Top-Level Domain) genericoodice internazionale (ccTLD) e dei sistemi di root server. Tale funzione era precedentemente svolta prevalentemente dall'ente denominato IANA (Internet Assigned Numbers Authority) delegato con mandato governativo degli Stati Uniti d'America.

## Storia
Prima della fondazione di ICANN, le funzioni di amministrazione dei registri di identificatori internet (inclusa la distribuzione di domini di alto livello e indirizzi IP) erano effettuate da Jon Postel, un ricercatore dell'istituto di scienze dell'informazione dell'università del sud California, già coinvolto nella creazione di ARPANET.
Con l'espandersi di internet, il dipartimento di Difesa degli Stati Uniti (che finanziava l'istituto californiano e altri enti come lo Stanford Research Institute) iniziò un processo per fondare una nuova organizzazione che svolgesse le mansioni che adesso spettano al dipartimento IANA dell'ICANN. Il 30 gennaio 1998, la NTIA (un'agenzia del Dipartimento del Commercio degli Stati Uniti) emise una richiesta di commenti (RFC) per una proposta di miglioramento della gestione tecnica dei nomi e degli indirizzi internet. Il 23 marzo dello stesso anno, il periodo destinato alla raccolta di opinioni si chiuse, contando addirittura più di 650 commenti.
Nel “libro verde” (così fu definito il documento che raccoglieva i commenti raccolti nei primi mesi del 1998), numerose erano le proposte per la privatizzazione della gestione dei nomi e degli indirizzi internet. Relativamente ai DNS, molti commenti spingevano per la creazione di una nuova organizzazione no-profit. Da queste specifiche richieste, nascerà ICANN.
Il 30 settembre 1998 ICANN viene fondata in California, sotto contratto con il Dipartimento del Commercio degli Stati Uniti, e un accordo con l'IETF. Essa viene costituita in modo da incorporare IANA (Internet Assigned Numbers Authority) come suo dipartimento. Esther Dyson viene nominata “founding chairwoman” e Jon Postel fu delineato come primo CTO, prima della sua improvvisa morte.
Per suo statuto originale, la gestione di ICANN doveva essere delegata a tre organizzazioni di supporto: la Address Supporting Organization, la Domain Name Supporting Organization e la Protocol Supporting Organization, tutte indipendenti economicamente da ICANN. La Regional Internet Registry (RIR) e la IETF si proposero come enti per la gestione del primo e del terzo compito (rispettivamente ASO e PSO), mentre il DNSO si ridusse ad organi interni allo stesso ICANN.
Nel luglio 2006 il governo degli Stati Uniti ha rinnovato per altri cinque anni il contratto con ICANN sulle funzioni di IANA. A settembre dello stesso anno viene invece attestata, attraverso un documento definitivo, la supervisione da parte del Dipartimento del Commercio degli Stati Uniti su tutte le operazioni che coinvolgono ICANN.

## Descrizione
Il contratto per l'ICANN è stato assegnato dal Dipartimento per il Commercio degli Stati Uniti. Tuttavia la gestione dei domini da parte di ICANN, ed in particolare l'introduzione di sette nuovi top-level domain generici ha suscitato critiche ed è tuttora oggetto di controversie. Delle alternative come OpenNIC sono state implementate.
Il 14 marzo 2002, in un incontro pubblico ad Accra, in Ghana, l'ICANN ha deciso, tra le altre cose, di ridurre la partecipazione diretta del pubblico nella sua stessa gestione.
ICANN tiene periodicamente dei meeting pubblici per l'espressa necessità di rimanere in contatto con i propri membri. I critici fanno notare che i luoghi dove tali incontri si svolgono sono spesso paesi che hanno un accesso ad Internet proporzionalmente molto più limitato e sono spesso molto distanti da luoghi che la maggior parte delle persone che utilizzano Internet possono raggiungere, rendendo così di fatto più difficile la partecipazione pubblica a tali incontri.
Dal 2024 il Presidente / CEO di ICANN è  Kurt Erik "Kurtis" Lindqvist  .
Nel settembre e ottobre 2003 ICANN ha svolto attivamente un ruolo di primo piano nel conflitto che ha opposto la comunità Internet a VeriSign ed al suo contestato servizio wildcard DNS service Site Finder. Dopo una lettera aperta da ICANN che imponeva un ultimatum a VeriSign, l'azienda ha interrotto il servizio il 4 ottobre 2003. In seguito, VeriSign ha citato in giudizio ICANN il 27 febbraio 2004, contestando un eccesso di autorità da parte di ICANN. Argomento del contendere, oltre al Site Finder, anche il controverso Waiting List Service di VeriSign, servizio che permetterebbe di "prenotare" un dominio. La causa è stata archiviata nell'agosto 2004.
Nel meeting di ICANN a Roma che si è svolto dal 2 al 6 marzo 2004, la Corporation ha convenuto sulla necessità di chiedere un'approvazione al Dipartimento per il Commercio degli Stati Uniti relativamente al servizio Waiting List Service di Verisign.
Il 17 maggio 2004 ICANN ha pubblicato il bilancio preventivo per l'anno 2004-05 che comprende i propositi di aumentare la trasparenza e la professionalità delle operazioni svolte, ma anche il raddoppio delle spese programmate, da 8,27 milioni di dollari a 15,83. Tale aumento dovrebbe trovare corrispondenza nell'introduzione di nuovi top-level domain e nell'aumento della tassazione di tutti i registri dei domini (Registrar) e da una "tassa" su ciascuna registrazione, rinnovo e trasferimento di dominio, inizialmente di 20 centesimi di dollaro per tutti i domini all'interno di dominio nazionale e di 25 centesimi per tutti gli altri. Il Council of European National Top Level Domain Registries (CENTR), che rappresenta i registri dei domini internet di 39 paesi, ha respinto questa richiesta di aumento, che ammonta al 91%, accusando l'ICANN di mancanza di prudenza finanziaria e rifiutando di supportare la politica di ICANN che viene definita "irrealistica".
Il 7 febbraio 2008 ICANN ha avviato la migrazione verso il protocollo IPv6 aggiungendo il record AAAA a sei dei suoi root server. Essi potranno assegnare sia IPv4 che IPv6, evitando così problemi con domini che ancora non supportano il nuovo protocollo. Questo è solo un piccolo, anche se importantissimo, passo verso la migrazione completa, che però è ancora lunga; si calcola che sarà completata non prima del 2025.
Il 30 settembre 2009 l'ICANN ha siglato un nuovo contratto che prevede il controllo dell'organo da parte di un gruppo di supervisori internazionali: il Government Advisory Committee (GAC) che si riunisce ogni tre anni, ed un legame meno stretto con il governo USA.
Il 23 marzo 2014 durante la 49ª edizione del meeting ICANN è stato dato l'avvio alla nuova associazione no profit Secure Domain Foundation che ha come obiettivo la lotta contro il cybercrime.